# 君を知らない街へ
「君を知らない街へ」（きみをしらないまちへ）は、竹井詩織里の3枚目のシングル。CDコードはGZCA-4031。

## 概要
- 作曲者の大野愛果曰く、「点滴を打ちながら作った曲」なんだとか。
- レコーディング当日の朝までかかって作詞が完成した。

## 収録曲
1. 君を知らない街へ
  - 作詞：竹井詩織里／作曲：大野愛果／編曲：小林哲
  - 日本テレビ系『汐留スタイル!』Stylish Play
2. your warmth
  - 作詞：竹井詩織里／作曲：後藤康二／編曲：小林哲
3. Reflection
  - 作詞：竹井詩織里／作曲：高森健太／編曲：Dr. Terachi、Pierrot Le Fou
4. 君を知らない街へ（Less Vocal）

## 収録アルバム
- second tune 〜世界 止めて〜
- 竹井詩織里 ベスト

## 参考資料
- 「竹井詩織里 ベスト」SPECIAL SITE内のライナーノーツ